# پیرت پورمیستر
پیرت پورمیستر (استونیایی: Piret Pormeister; ۱۶ مهٔ ۱۹۸۵) اسکی‌باز صحرانوردی اهل استونی است. وی در بازی‌های المپیک زمستانی ۲۰۰۶ شرکت کرده‌است.